# Thalassianthus senckenbergianus
Thalassianthus senckenbergianus is een zeeanemonensoort uit de familie Thalassianthidae.
Thalassianthus senckenbergianus is voor het eerst wetenschappelijk beschreven door Kwietniewski in 1896.